# Hernán Crespo
Hernán Jorge Crespo (* 5. červenec 1975 Buenos Aires) je bývalý argentinský profesionální fotbalista, který hrával na pozici útočníka. Svoji hráčskou kariéru ukončil v roce 2012, a to v dresu italské Parmy. Předtím hrával také za anglickou Chelsea, italský Inter Milán či Lazio Řím. Mezi lety 1995 a 2007 odehrál také 64 zápasů v dresu argentinské reprezentace, ve kterých vstřelil 35 branek.
Po ukončení hráčské kariéry se stal trenérem. Byl hlavním trenérem italské Modeny, argentinských klubů CA Banfield a Defensa y Justicia či brazilského klubu São Paulo FC.
Pelé ho roku 2004 zařadil mezi 125 nejlepších žijících fotbalistů.

## Klubová kariéra

### River Plate
Crespo debutoval v dresu River Plate v sedmnácti letech. Ve své první celé sezóně (1993/94) vstřelil v 25 utkáních 13 gólů a pomohl tak týmu získat argentinský titul. S River Plate se rozloučil vítězstvím Poháru osvoboditelů, když ve finálovém dvojzápase vsítil obě branky argentinského celku.

### Serie A
Do italské Parmy Hernán přestoupil po získání stříbrné medaile na olympiádě v Atlantě, kde se stal se šesti zásahy nejlepším střelcem turnaje. Pod trenérem Ancelottim se mu v Parmě nebývale dařilo. Během čtyř sezón si udržel poměr jeden gól na dva zápasy, v roce 1999 pomohl Parmě vyhrát italský pohár a ve stejném roce skóroval i ve finále Poháru UEFA, které italský celek vyhrál 3:0 nad Olympique de Marseille.
V létě roku 2000 se stal nejdražším fotbalistou světa, když ho za tehdy rekordních 35 milionů eur (16 milionů v hotovosti + Matías Almeyda + Sérgio Conceição) koupilo římské Lazio. Crespo se ihned stal nejlepším střelcem Serie A s 26 zásahy.
O dva roky později se stěhoval do Interu Milán za 20 milionů eur a Bernarda Corradiho jako náhrada za Brazilce Ronalda, jenž odešel do Realu Madrid. Crespo vstřelil 7 branek v 18 zápasech Serie A a 9 gólů v 12 utkáních Ligy mistrů, než se začátkem roku 2003 zranil a vypadl ze hry na 4 měsíce.

### Chelsea
V roce 2003 se stal Crespo jednou z prvních posil Chelsea po příchodu Romana Abramoviče do klubu. Londýnský celek ho koupil za téměř 18 milionů liber. V první sezóně vstřelil v 31 zápasech "jen" 12 gólů. Po příchodu trenéra José Mourinha na začátku následujícího ročníku se stal Crespo v Chelsea nadbytečným hráčem a putoval na hostování do AC Milán, kam si ho vyžádal jeho bývalý kouč Carlo Ancelotti. V dresu milánského AC nasázel 10 ligových branek a dokonce 2 góly v památném finále Ligy mistrů 2005, které však na výhru jeho celku proti Liverpoolu nestačily.
Hernán se do Chelsea vrátil na sezónu 2005/06, jelikož se Mourinhovi nepodařilo zakoupit dostatečně kvalitního útočníka k Didieru Drogbovi. Chelsea získala double za vítězství Community Shield a za ligový titul. Pro tehdy třicetiletého Crespa to byl jeho první získaný v Evropě.

### Inter Milán
Přestože vstřelil v sezóně 26 gólů, Crespo požádal vedení Chelsea o přestup do AC Milán. Chelsea však jeho požadavek zamítla s tím, že ho uvolní tehdy, až na něj přijde kvalitní nabídka. Ta přišla v srpnu 2006 od milánského konkurenta – Interu, který dlouhovlasého Argentince získal na dvouleté hostování. Crespo se v závěru sezóny nechal ostříhat a o 2 dny později pomohl hattrickem sestřelit Lazio Řím a získat pro Inter titul za vítězství Serie A.
Hostování se Hernánovi změnilo v přestup v létě 2008, kdy mu vypršel kontrakt s Chelsea. Opět se tak setkal s trenérem Mourinhem, jenž zamířil po stejné trase. Opět však Crespovi nedával mnoho příležitostí, když nastoupil jen do 13 ligových zápasů. Navíc se nevešel na soupisku pro Ligu mistrů.

### Janov a Parma
Ihned po skončení smlouvy na San Siru v roce 2009 putoval Crespo jako volný hráč do Janova, kde měl nahradit Diega Milita, který zamířil opačným směrem. V lednu 2010 se však stal součástí výměny mezi Janovem, Atalantou a Parmou a vrátil se tak po deseti letech zpět do týmu FC Parma.

## Reprezentační kariéra
Crespo debutoval za reprezentaci v únoru 1995 v duelu proti Bulharsku ve věku devatenácti let. Na další start v dresu Argentiny si však musel počkat 16 měsíců, a více než 2 roky mu trvalo, než se v reprezentaci prosadil střelecky.
Crespo se třikrát zúčastnil Mistrovství světa (1998, 2002, 2006). V červnu 2005 se v kvalifikaci na MS 2006 dvěma zásahy do sítě rivala z Brazílie stal nejlepším střelcem Argentinské reprezentace v kvalifikačních utkáních. Na Mistrovství světa 2006 v Německu se stal druhým nejlepším střelcem turnaje.

## Trenérská kariéra
Po ukončení hráčské kariéry se stal trenérem, v červenci 2014 se stal trenérem juniorky Parmy (Parma Primavera).

## Zajímavosti
- Crespo vstřelil alespoň jednu branku za každý z pěti týmů, se kterými hrál Ligu mistrů. Je jediný hráč v historii Ligu mistrů, kterému se to podařilo.

## Přestupy
- z CA River Plate do AC Parma za 4 000 000 eur
- z AC Parma do Lazio Řím za 55 000 000 eur (nejdražší hráč té doby)
- z Lazio Řím do Inter Milan za 36 000 000 eur
- z Inter Milan do FC Chelsea za 26 000 000 eur
- z FC Chelsea do AC Milan zadarmo (hostování
- z FC Chelsea do Inter Milan zadarmo
- z Inter Milan do CFC Janov zadarmo
- z CFC Janov do AC Parma zadarmo

## Statistika
| Klub           | Sezóna  | Liga   | Liga | Pohár  | Pohár | LM či EL | LM či EL | Celkem | Celkem |
| Klub           | Sezóna  | Zápasy | Góly | Zápasy | Góly  | Zápasy   | Góly     | Zápasy | Góly   |
| -------------- | ------- | ------ | ---- | ------ | ----- | -------- | -------- | ------ | ------ |
| CA River Plate | 1993/94 | 25     | 13   | 0      | 0     | 3        | 0        | 28     | 13     |
| CA River Plate | 1994/95 | 18     | 5    | 0      | 0     | 4        | 2        | 22     | 7      |
| CA River Plate | 1995/96 | 19     | 6    | 0      | 0     | 13       | 10       | 32     | 16     |
| AC Parma       | 1996/97 | 27     | 12   | 1      | 0     | 0        | 0        | 28     | 12     |
| AC Parma       | 1997/98 | 25     | 12   | 2      | 0     | 8        | 2        | 35     | 14     |
| AC Parma       | 1998/99 | 30     | 16   | 7      | 6     | 8        | 6        | 45     | 28     |
| AC Parma       | 1999/00 | 34     | 22   | 2      | 0     | 5        | 3        | 42     | 26     |
| Lazio Řím      | 2000/01 | 32     | 26   | 1      | 0     | 6        | 2        | 39     | 28     |
| Lazio Řím      | 2001/02 | 22     | 13   | 4      | 4     | 7        | 3        | 33     | 20     |
| Inter Milan    | 2002/03 | 18     | 7    | 0      | 0     | 12       | 9        | 30     | 16     |
| FC Chelsea     | 2003/04 | 19     | 10   | 2      | 0     | 10       | 2        | 31     | 12     |
| AC Milan       | 2004/05 | 28     | 11   | 1      | 1     | 10       | 6        | 40     | 18     |
| FC Chelsea     | 2005/06 | 30     | 10   | 6      | 1     | 5        | 2        | 42     | 13     |
| Inter Milan    | 2006/07 | 30     | 14   | 5      | 4     | 6        | 1        | 41     | 20     |
| Inter Milan    | 2007/08 | 19     | 4    | 5      | 2     | 5        | 1        | 29     | 7      |
| Inter Milan    | 2008/09 | 14     | 2    | 3      | 0     | 0        | 0        | 17     | 2      |
| CFC Janov      | 2009/10 | 16     | 5    | 1      | 0     | 4        | 2        | 21     | 7      |
| FC Parma       | 2010    | 13     | 1    | 0      | 0     | 0        | 0        | 13     | 1      |
| FC Parma       | 2010/11 | 29     | 9    | 2      | 2     | 0        | 0        | 31     | 11     |
| FC Parma       | 2011/12 | 4      | 0    | 2      | 2     | 0        | 0        | 6      | 2      |
| Barasat        | 2012    | ?      | ?    | ?      | ?     | ?        | ?        | ?      | ?      |
| Celkově        | Celkově | 451    | 198  | 43     | 22    | 106      | 51       | 604    | 273    |

## Úspěchy

### Klubové
- 3× vítěz argentinské ligy (1993, 1994, 1996)
- 1× vítěz anglické ligy (2005/06)
- 3× vítěz italské ligy (2006/07, 2007/08, 2008/09)
- 1× vítěz italského poháru (1999)
- 1× vítěz anglického superpoháru (2005)
- 5× vítěz italského superpoháru (1999, 2000, 2004,2006, 2008)
- 1× vítěz Poháru UEFA (1998/99)
- 1× vítěz Poháru osvoboditelů (1996)

### Reprezentační
- 3× na MS (1998, 2002, 2006)
- 1× na CA (2007 - stříbro)
- 1× na OH (1996 - stříbro)
- 1× na Konfederační pohár FIFA (1995 - stříbro)

### Individuální
- 1× Nejlepší střelec ligy (2000/01)
- 1× Nejlepší střelec OH (1996)
- All Stars Team MS (2006)
- All Stars Team ESM (2001)